# Liste der Monuments historiques in Jaignes
Die Liste der Monuments historiques in Jaignes führt die Monuments historiques in der französischen Gemeinde Jaignes auf.

## Liste der Bauwerke
| Bezeichnung | Beschreibung | Standort | Kennzeichnung | Schutzstatus | Datum | Bild           |
| ----------- | ------------ | -------- | ------------- | ------------ | ----- | -------------- |
| Polissoir   | Neolithikum  | (Lage)   | PA00087033    | Classé       | 1909  | weitere Bilder |

## Liste der Objekte
Zum Verständnis siehe: Kirchenausstattung
- Monuments historiques (Objekte) in Jaignes in der Base Palissy des französischen Kultusministeriums